# Jean Audran

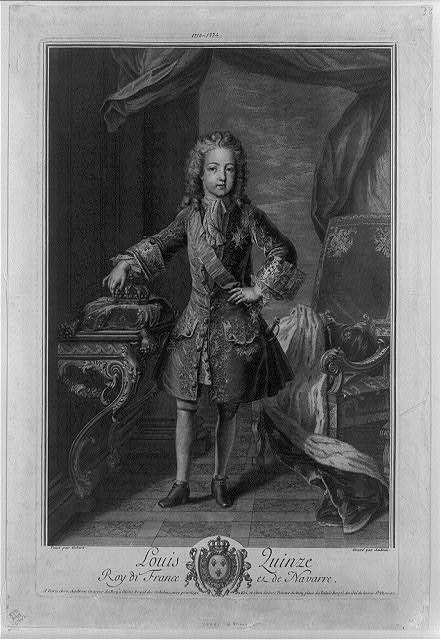
Luis XV de Francia por Jean Audran.

Jean Audran (Lyon , 1667  - París , 1756 ) fue un grabador francés, hermano de Benoît Audran el Viejo y Claude Audran III, y tercer hijo de Germain Audran. Nació en Lyon en 1667. Aprendió la técnica pictórica con su padre y fue puesto bajo el cuidado de su tío, el famoso Gérard Audran, en París. Antes de los 20 años ya se había convertido en un importante y reconocido grabador debido a una habilidad poco común. En 1706 fue nombrado grabador del rey, con una pensión y apartamentos a los Gobelinos. Fue uno de los grabadores más perfeccionistas de la época, imitando el estilo de su tío. Murió en 1756.

## Presencia en Museos Catalanes
En el Museo Romántico Can Papiol de Villanueva y Geltrú se puede ver su obra Le coronación de la Reine, realizada conjuntamente con Jean-Marc Nattier.